# Habitatge al carrer Enrajolat, 18
L'Habitatge al carrer Enrajolat, 18 és una obra barroca de Tarragona protegida com a Bé Cultural d'Interès Local.

## Descripció
Edifici amb dues plantes d'alçada i golfa. El portal d'entrada a la planta baixa amb arc de mig punt. Se suposa que aquest edifici està construït sobre les voltes del circ romà.